# کوی‌لواغلو (سیحان)
کوی‌لواغلو (به ترکی استانبولی: Köylüoğlu) یک منطقهٔ مسکونی در ترکیه است که در سیحان واقع شده‌است.